# Porto da Praia

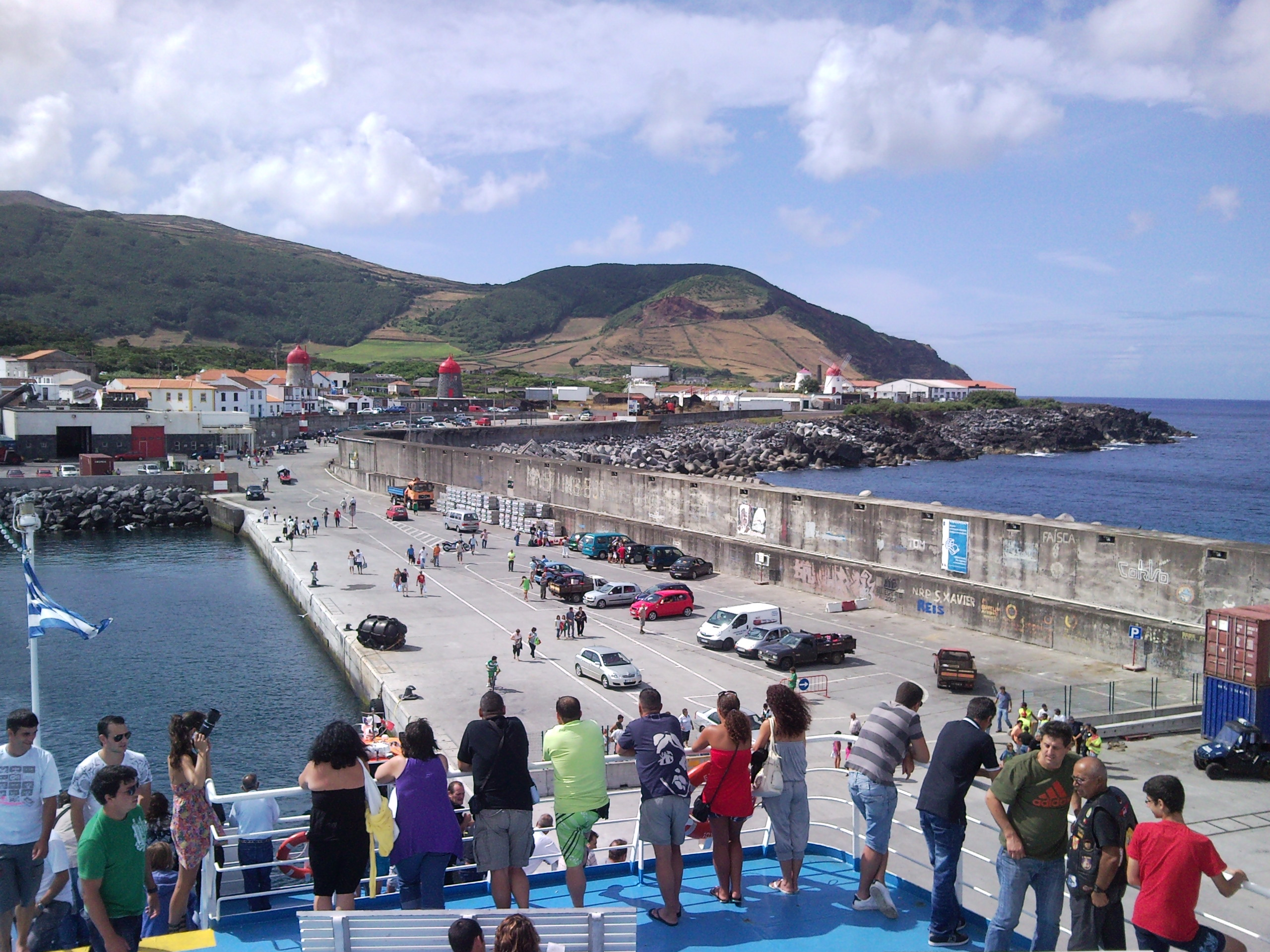
Porto da Vila da Praia.

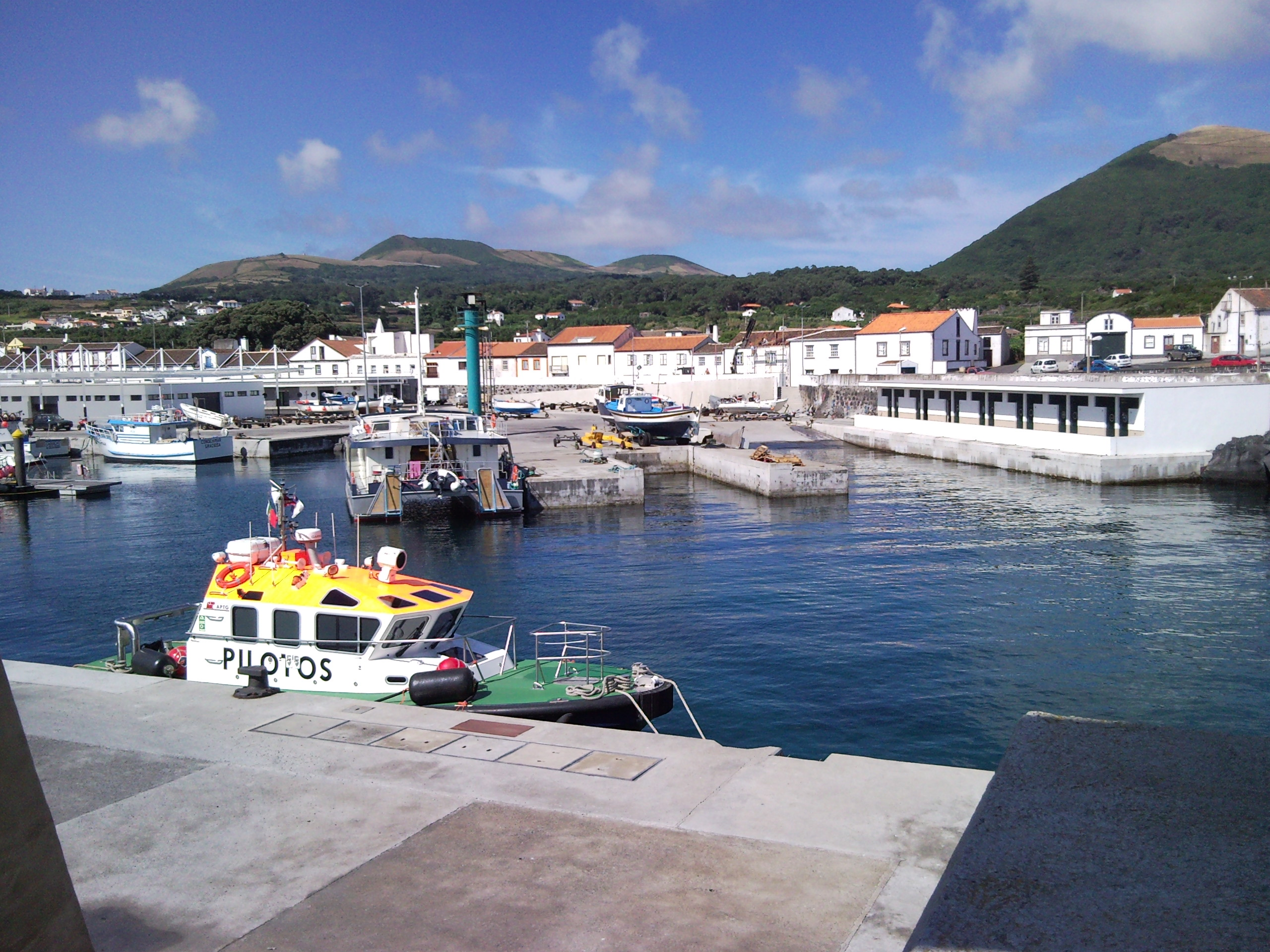
Vista parcial da Marina do Porto da Praia com parte da Vila da Praia como pano de fundo.

O Porto da Praia também designado Porto da Vila da Praia é um porto comercial português localizado na vila da Praia, concelho de Santa Cruz da Graciosa, ilha Graciosa, arquipélago dos Açores.
Estas instalações portuárias são o principal porto comercial da ilha Graciosa. Encontra-se dotado por uma zona dedicada a actividade piscatória além da vulgar utilização comercial.